# Harmanec
Harmanec (in ungherese Hermánd) è un comune della Slovacchia, nella regione e nel distretto di Banská Bystrica. Il comune fu istituito nel 1957.